# Уэст Вирджиния Маунтинирс (баскетбол, женщины)
Уэст Вирджиния Маунтинирс (англ. West Virginia Mountaineers) — женская баскетбольная команда, представляющая Университет Западной Виргинии в первом баскетбольном женском дивизионе NCAA. Располагается в Моргантауне (штат Западная Виргиния). В настоящее время команда выступает в конференции Big 12, а главным тренером команды является Майк Кари. За свою историю «Маунтийнирс» 12 раз участвовали в турнире NCAA. Наибольший номер посева команда получила на турнире NCAA 2014 года — второй в регионе Луисвилл.

## История
Женская баскетбольная команда в университете Западной Виргинии появилась после принятия Title IX в 1973 году. Первым тренером команды была Китти Блейкмор, которую попросили составить расписание игр против десяти местных команд. В своём дебютном сезоне «Маунтинирс» сыграли 14 матчей, из которых одержали победу лишь в четырёх. Однако уже в следующем сезоне их результаты значительно улучшились — команда одержала победу в 13 из 17 поединков. Блейкмор руководила командой на протяжении 19 сезонов, приведя «Маунтинирс» к титулу чемпиона конференции в 1989 году и первому месту по итогам регулярного чемпионата в 1992 году.
В 2001 году главным тренером команды стал Майк Кари. Под его руководством результаты «Маунтийнирс» значительно улучшились — в одном из сезоне команда смогла одержать 30 побед (рекорд университета), в восьми сезонах Западная Виргиния одерживала более 21 и более побед и девять раз попадала в постсезонные турниры. За его успехи он трижды назывался Тренером года конференции Big 12. В турнире NCAA 2014 «Уэст Виргиния Маунтийнирс» дошла до второго раунда, где проиграла команде «Луизиана Стейт Тайгерс».

## Тренеры
| Тренер          | Годы       | Победы/поражения | Процент побед |
| --------------- | ---------- | ---------------- | ------------- |
| Китти Блейкмор  | 1973—192   | 301—214          | 58,4          |
| Скотт Харрелсон | 1992—1995  | 28—55            | 33,7          |
| Сьюзан Вэлвиус  | 1995—1997  | 31—27            | 53,4          |
| Алексис Бэзил   | 1997—2001  | 33—77            | 30,0          |
| Майк Кари       | 2001—н. в. | 274—146          | 65,2          |

## Рекорды клуба
За карьеру
- Очков: Кэти Парсон, 2115
- Подборов: Оливия Бредли, 1484
- Передач: Йоланда Пэйдж, 902
- Перехватов: Талиша Хагрис, 355
- Игр: Лиз Репелла, 134
- Игр в стартовом составе: Чакиа Коул, 68
- Трёхочковых бросков: Кейт Булгер, 302

## Достижения
- 1/8 NCAA: 1992
- Участие в NCAA: 1989, 1992, 2004, 2007, 2008, 2010, 2011, 2012, 2013, 2014, 2016, 2017
- Победители турнира конференции: 1989, 2017
- Победители регулярного чемпионата конференции: 1992, 2014